# Moulin Quignon
Le Moulin Quignon est un site archéologique situé dans le quartier de l'Espérance à Abbeville, dans le département de la Somme. Ce site préhistorique du Paléolithique inférieur se trouve à 400 mètres de la Carrière Carpentier.

## Histoire

### Les premières traces de présence humaine dans la Somme
Jusqu'au XIXe siècle, se trouvait à Abbeville, au sommet d'une butte, un moulin à vent portant le nom de son propriétaire. Cette butte fut par la suite transformée en carrière dans laquelle furent retrouvés des silex taillés, les bifaces acheuléens. Ces découvertes permirent à Jacques Boucher de Perthes, directeur des douanes à Abbeville et archéologue amateur, de défendre l'hypothèse de l'existence de l'« Homme antédiluvien ». Il ne manquait que la découverte de restes humains pour valider sans contestation possible cette théorie.
Boucher de Perthes donna au Muséum d'histoire naturelle de Paris une partie de ses découvertes, elles sont aujourd'hui mises en dépôt au Musée Boucher-de-Perthes d'Abbeville.
La validité des thèses de Boucher de Perthes sur l'existence de l'« homme antédiluvien », furent reconnues en 1859. Mais la découverte en 1863 d'une partie de mâchoire porta le discrédit sur l'authenticité de ses découvertes.

### La controverse
Le 23 mars 1863, l’un des terrassiers travaillant dans la carrière, apporta à Boucher de Perthes une dent humaine trouvée à 4,50 m de profondeur. Se rendant sur place, Boucher de Perthes découvrit une demi-mâchoire humaine. La nouvelle de cette découverte fut diffusée par la presse : elle eut un retentissement international parmi les archéologues et le grand public. Des savants britanniques et français se rendirent sur place et une controverse s'engagea : les Français dans leur grande majorité soutinrent l'authenticité des découvertes de Boucher de Perthes, les Britanniques la contestèrent affirmant que certains silex avaient été fabriqués récemment, mettant en doute l'authenticité de la mâchoire découverte et en cause la probité des ouvriers du chantier.
En effet, Boucher de Perthes ayant promis aux ouvriers qui travaillaient à la carrière une prime de 200 francs en cas de trouvaille, certains d'entre eux l'avaient vraisemblablement abusé, plaçant dans les sédiments des silex taillés par eux et la fameuse mâchoire dont on prouva au début du XXe siècle qu'elle ne datait pas de la préhistoire mais du Moyen Âge. Cette supercherie ternit l'image de Boucher de Perthes et le sérieux de son travail.

## Les fouilles de 2016-2017 valident les découvertes antérieures

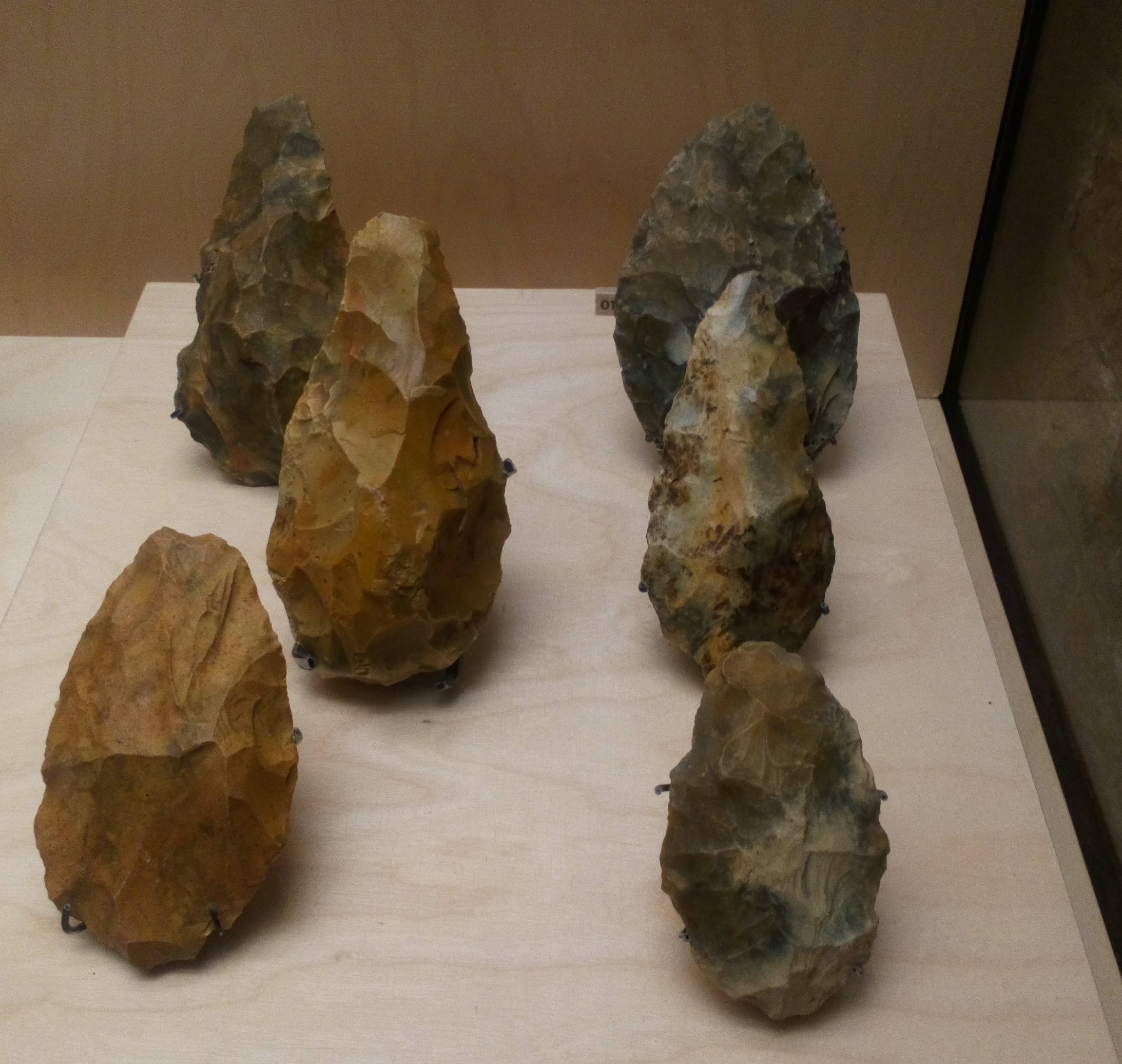
Bifaces trouvés au moulin Quignon (Musée de Picardie, Amiens).

En 2016 et 2017, une équipe de chercheurs de l'INRAP, du CNRS et du MNHN a effectué des fouilles géologiques et archéologiques sur le site du Moulin Quignon. L'objectif était de vérifier la véracité des découvertes de Boucher de Perthes.
Après avoir localisé le site préhistorique fouillé il y a environ 160 ans, les chercheurs voulaient dater le site avec plus de précision qu'on ne pouvait le faire au XIXe siècle.
La couche géologique, située à 4 mètres de profondeur, a été datée entre 600 000 et 700 000 ans. Plus de 260 objets en silex dont cinq bifaces ont été mis au jour dans des sables et graviers déposés par la Somme à une trentaine de mètres au-dessus de la vallée actuelle. Ces découvertes attestent bien de la présence de l'Homo heidelbergensis. C'est la plus ancienne trace de la présence humaine en Picardie.
Le matériel lithique découvert fait reculer de plus de 100 000 ans l’âge de la plus ancienne occupation humaine au nord de la France ainsi que celui des plus anciens bifaces en Europe du Nord-Ouest. Ces bifaces, semblables à ceux découverts par Boucher-de-Perthes sur ce site entre 1837 et 1868, ressemblent à ceux découverts récemment dans les sites acheuléens de La Noira (vers 670 000 ans), dans le Centre de la France et de Notarchirico (670-614 000 ans) dans le Sud de l’Italie.
La maîtrise de la technique de taille de bifaces observée au Moulin Quignon conforte l’hypothèse d’une introduction de cette technique venue du Sud de l’Europe et de sa diffusion vers le Nord et vers l’Angleterre via notamment la vallée de la Somme.

## Intérêt du site
Le site du Moulin Quignon a permis de mettre en évidence les plus anciennes traces de l'homme préhistorique trouvées dans l'Europe du nord-ouest. Elles datent de −650 000 ans, peut-être −700 000 ans. Ont été mis au jour des ossements et fossiles de cervidés, de sangliers, d'ours, de rhinocéros, d'hippopotames, de mollusques de la période interglaciaire mais pas de fossile humain.

Silex trouvés au moulin Quignon, musée d'Abbeville
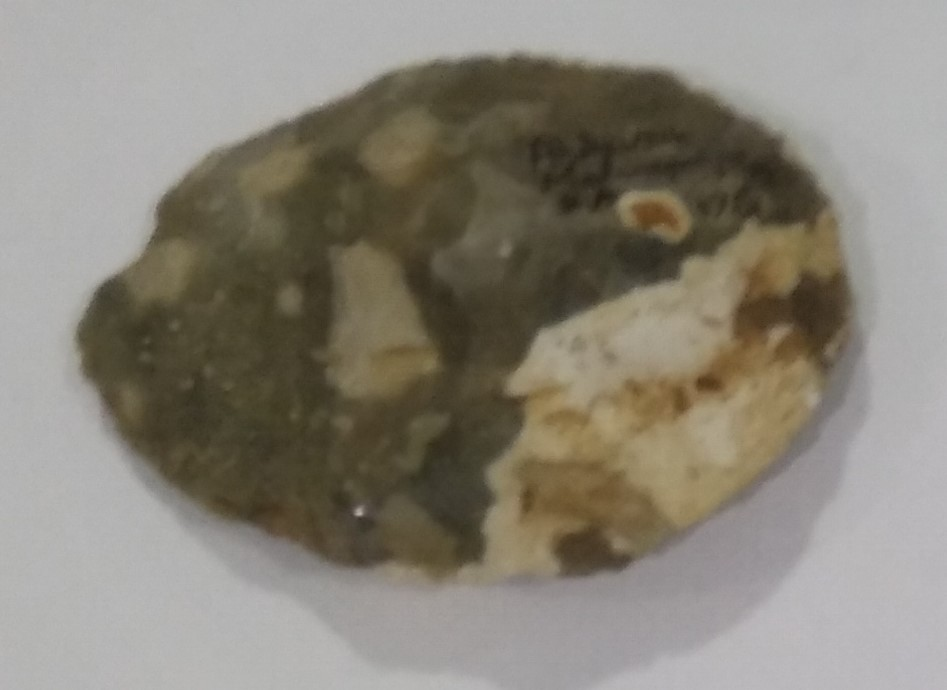
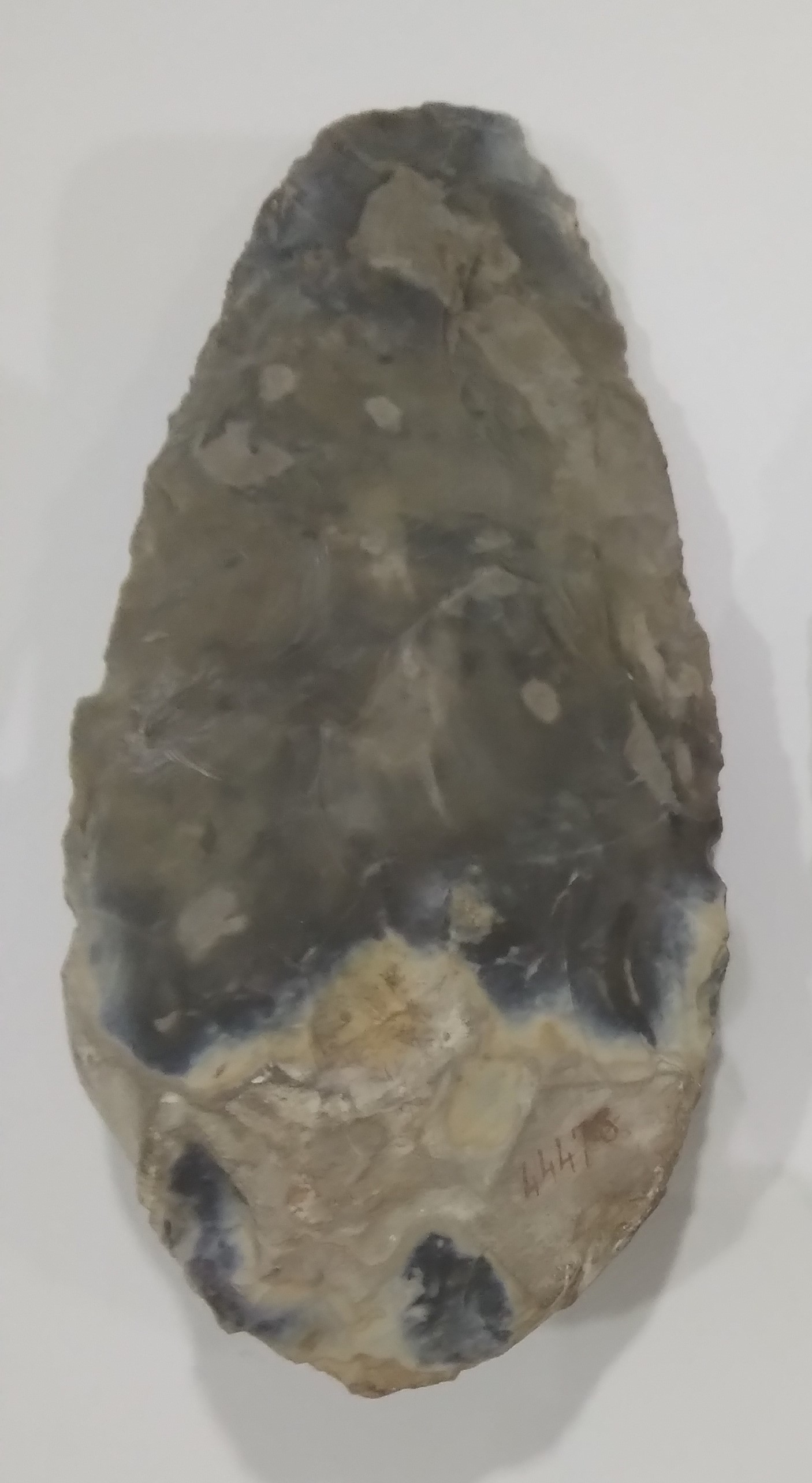
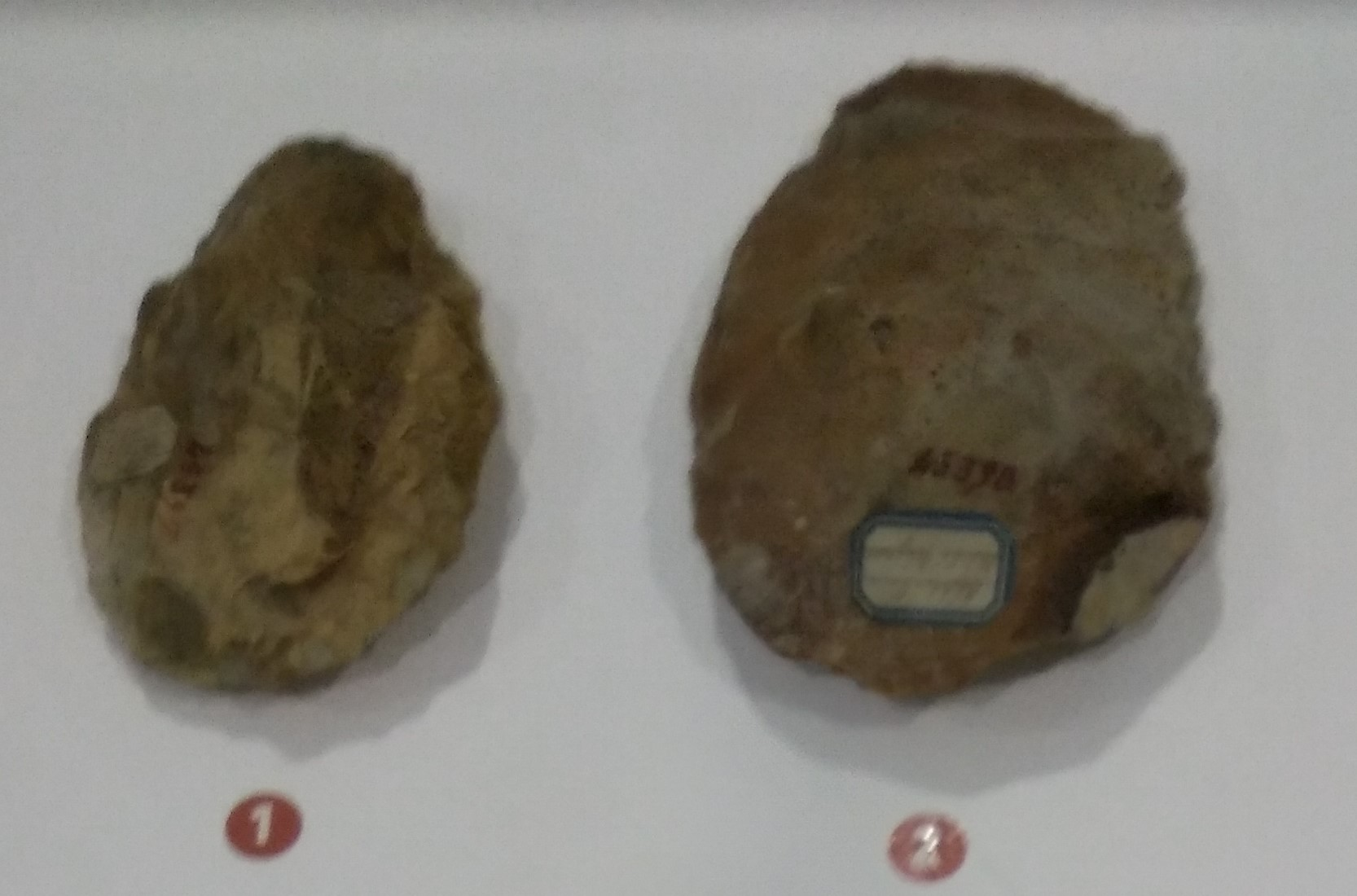